# Риссанен, Йорма
Йорма Ю. Риссанен (20 октября 1932 года — 9 мая 2020) — финский теоретик информации, известный как автор принципа минимальной длины описания и практических подходов к арифметического кодирования для сжатия данных без потерь. Его работы вдохновили развитие теории стохастических сетей с памятью переменной длины.

## Научная деятельность
Йорма Риссанен начал работать в 1960 научным сотрудником IBM. Затем он получил степень доктора философии (англ. Ph.D.) в Хельсинкском технологическом университете в 1965 году.
Уволившись из IBM, он начал работать на должности профессора в отставке в технологическом университете Тампере. Также он работает научным сотрудником Института информационных технологий в Хельсинки.

## Награды и признание
Йорма Риссанен был награждён медалью Ричарда Хэмминга в 1993 году
Он также получил награду IEEE Golden Jubilee Award (Золотой Юбилейный приз) за технологические инновации от IEEE Information Theory Society в 1998 году
Медаль Колмогорова Лондонского университета в 2006 году
Премия Шеннона в 2009 году.
Сборник Festschrift был опубликован технологическим университетом Тампере в честь его 75-летия.